# Creagrutus nigrostigmatus
Creagrutus nigrostigmatus är en fiskart som beskrevs av Dahl, 1960. Creagrutus nigrostigmatus ingår i släktet Creagrutus och familjen Characidae. Inga underarter finns listade i Catalogue of Life.